# Ivan da Mota e Albuquerque
Ivan da Mota e Albuquerque (Recife, 9 de outubro de 1920 – São Paulo, 25 de setembro de 2014) foi um imunologista, pesquisador e professor universitário brasileiro.
Comendador da Ordem Nacional do Mérito Científico, membro titular da Academia Brasileira de Ciências, Ivan foi professor titular e livre-docente da Universidade de São Paulo e diretor científico do Instituto Butantan. Autor de mais de 130 artigos científicos, Ivan foi o responsável por demonstrar que as granulações de mastócitos armazenam histamina e descreveu a desgranulação de mastócitos induzida por antígeno in vitro e in vivo. Ivan foi o primeiro cientista a identificar a atividade biológica e as propriedades desses anticorpos até então desconhecidos.

## Biografia
Ivan nasceu em Recife, em 1920. Em 1947, formou-se em medicina pela Faculdade de Medicina da Universidade Federal de Pernambuco. Em 1953, concluiu o doutorado em medicina pela Universidade de São Paulo, onde ingressou como professor a cadeira de histologia no mesmo ano. Colaborou com diversas instituições estrangeiras, tendo sido assistente honorário de pesquisas do University College London (1957-1968), membro do Departamento de Microbiologia e Imunologia da Universidade Johns Hopkins, em Baltimore (1962), pesquisador associado da Divisão de Pesquisas Médicas e Biológicas do Argonne National Laboratory, da Universidade de Chicago (1962-1963), professor visitante da Faculdade de Medicina de Universidade Georgetown, em Washington, D.C. (1962-1963), pesquisador associado do Walter Reed Army Institute of Research (1966-1968) e professor titular de Imunologia do Instituto de Ciências Biomédicas da Universidade de São Paulo (1980-1986).
Contribuiu com trabalhos fundamentais para o conhecimento dos mecanismos inflamatórios envolvidos na anafilaxia-alergia. Ainda como histologista, escolheu mastócitos como motivo de seus estudos e publicou mais de 70 artigos a respeito. Como diretor científico do Instituto Butantan, para onde foi na década de 1970, dedicou parte substancial de sua atividade científica ao estudo de venenos animais e anticorpos anti-venenos.

## Morte
Ivan morreu em 25 de setembro de 2014, em São Paulo, aos 94 anos.